# Chihuahuan från Beverly Hills

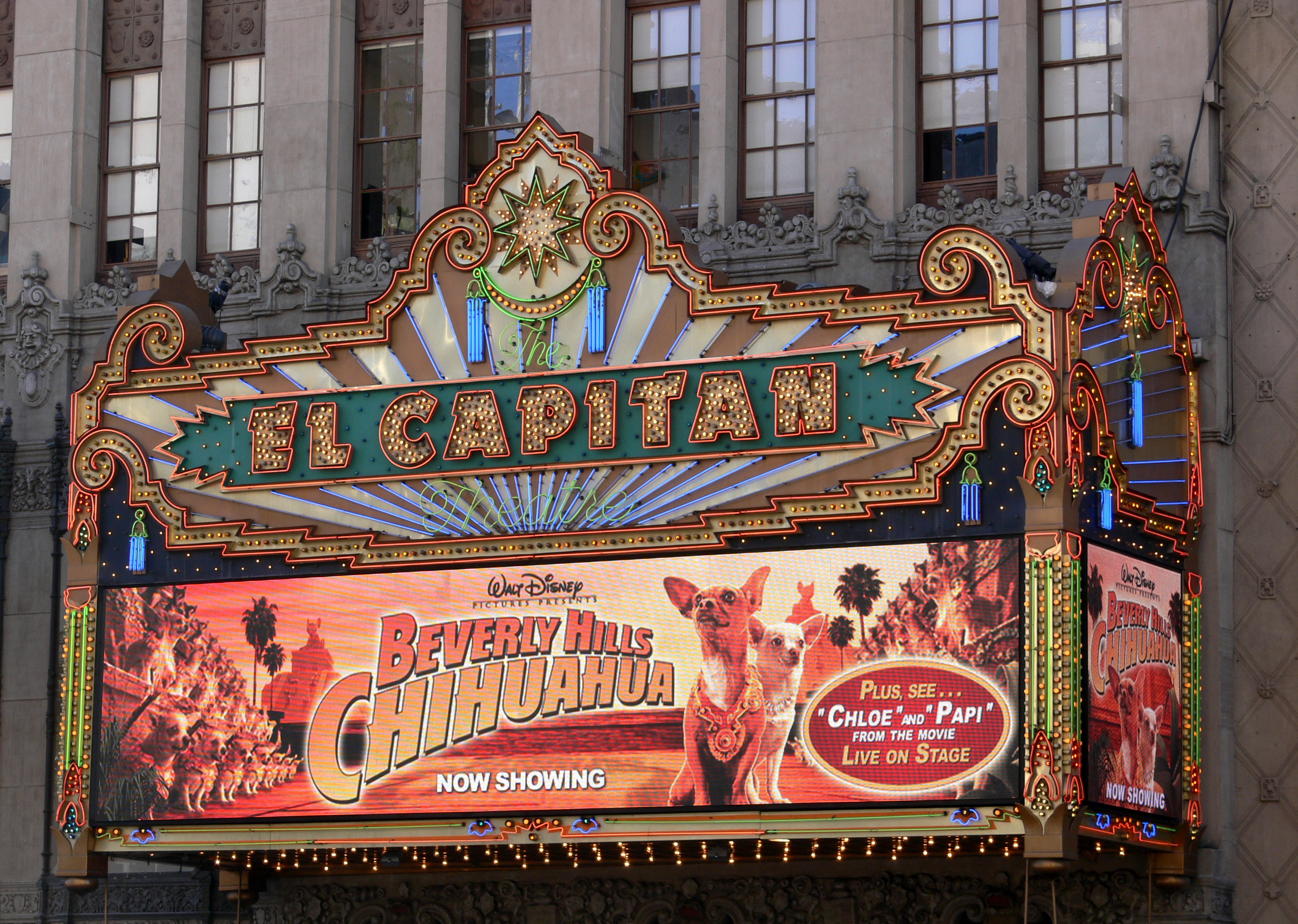
Reklamskylt för filmen Chihuahuan från Beverly Hills, på El Capitan Theatre i Los Angeles (Hollywood Boulevard), i oktober 2008.

Chihuahuan från Beverly Hills (eng:Beverly Hills Chihuahua) är en amerikansk spelfilm från 2008 i regi av Raja Gosnell. Den hade biopremiär i Sverige den 25 december 2008 och släpptes på DVD den 29 april 2009.